# Vale de Janeiro
Vale de Janeiro é uma povoação portuguesa do Município de Vinhais que foi sede da extinta Freguesia de Vale de Janeiro, freguesia que tinha 14,98 km² de área e 101 habitantes (2011), e, por isso, uma densidade populacional de 6,7 hab/km².
A Freguesia de Vale de Janeiro foi extinta (agregada) a partir de 29 de Setembro de 2014, tendo o seu território passado a fazer parte integrante da então criada União de Freguesias de Curopos e Vale de Janeiro.

## População
| População da Freguesia de Vale de Janeiro | População da Freguesia de Vale de Janeiro | População da Freguesia de Vale de Janeiro | População da Freguesia de Vale de Janeiro | População da Freguesia de Vale de Janeiro | População da Freguesia de Vale de Janeiro | População da Freguesia de Vale de Janeiro | População da Freguesia de Vale de Janeiro | População da Freguesia de Vale de Janeiro | População da Freguesia de Vale de Janeiro | População da Freguesia de Vale de Janeiro | População da Freguesia de Vale de Janeiro | População da Freguesia de Vale de Janeiro | População da Freguesia de Vale de Janeiro | População da Freguesia de Vale de Janeiro |
| ----------------------------------------- | ----------------------------------------- | ----------------------------------------- | ----------------------------------------- | ----------------------------------------- | ----------------------------------------- | ----------------------------------------- | ----------------------------------------- | ----------------------------------------- | ----------------------------------------- | ----------------------------------------- | ----------------------------------------- | ----------------------------------------- | ----------------------------------------- | ----------------------------------------- |
| 1864                                      | 1878                                      | 1890                                      | 1900                                      | 1911                                      | 1920                                      | 1930                                      | 1940                                      | 1950                                      | 1960                                      | 1970                                      | 1981                                      | 1991                                      | 2001                                      | 2011                                      |
| 352                                       | 365                                       | 387                                       | 369                                       | 372                                       | 288                                       | 300                                       | 359                                       | 430                                       | 378                                       | 280                                       | 220                                       | 180                                       | 153                                       | 101                                       |

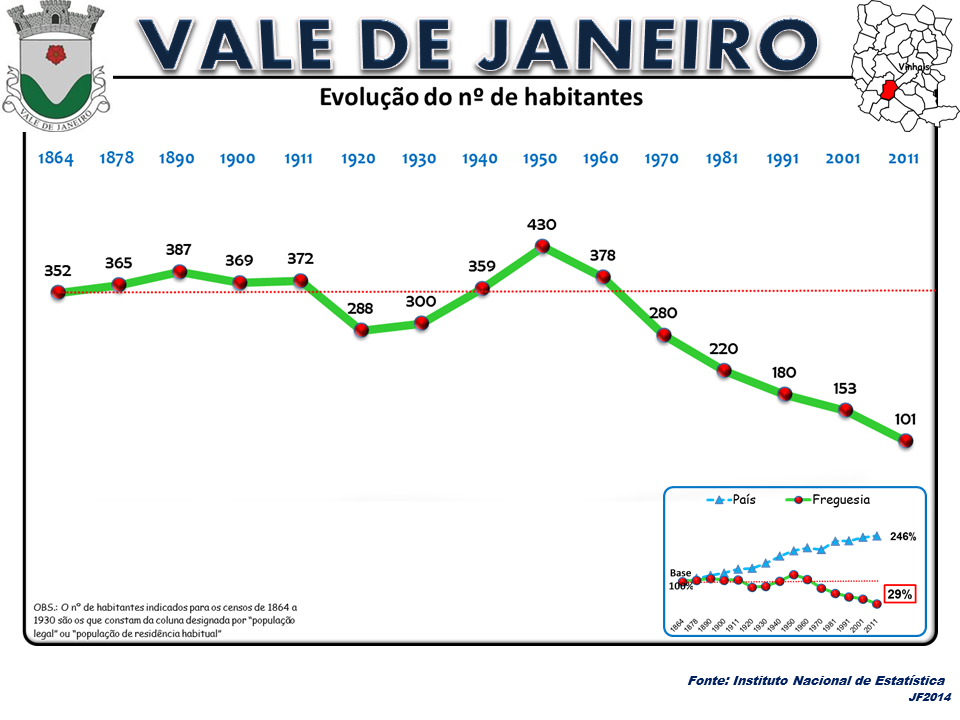
Evolução da População 1864 / 2011
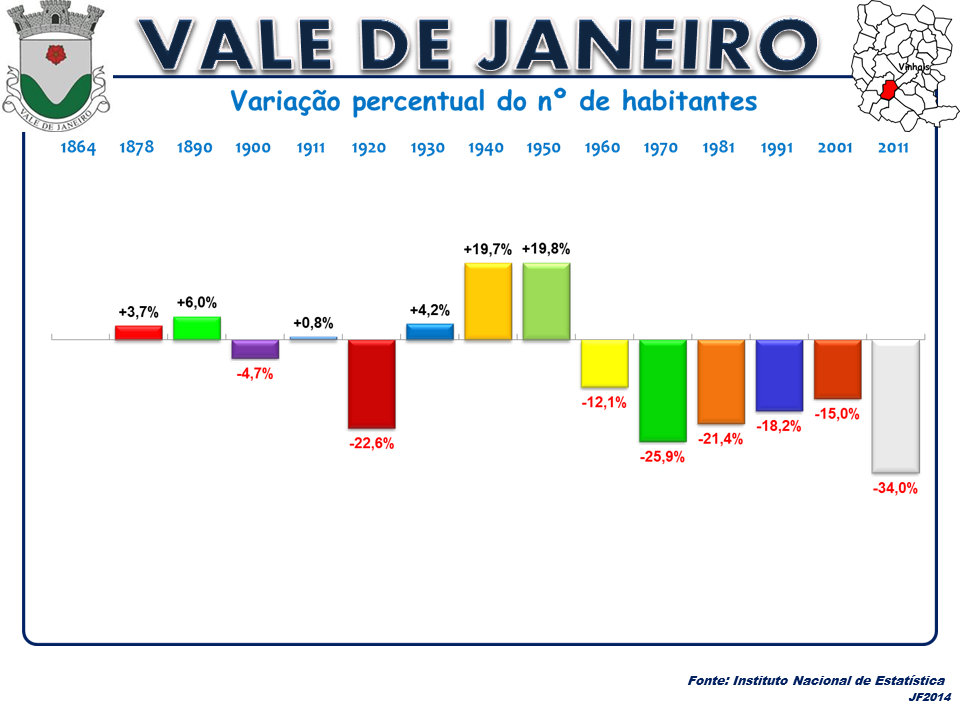
Variação da População 1864 / 2011
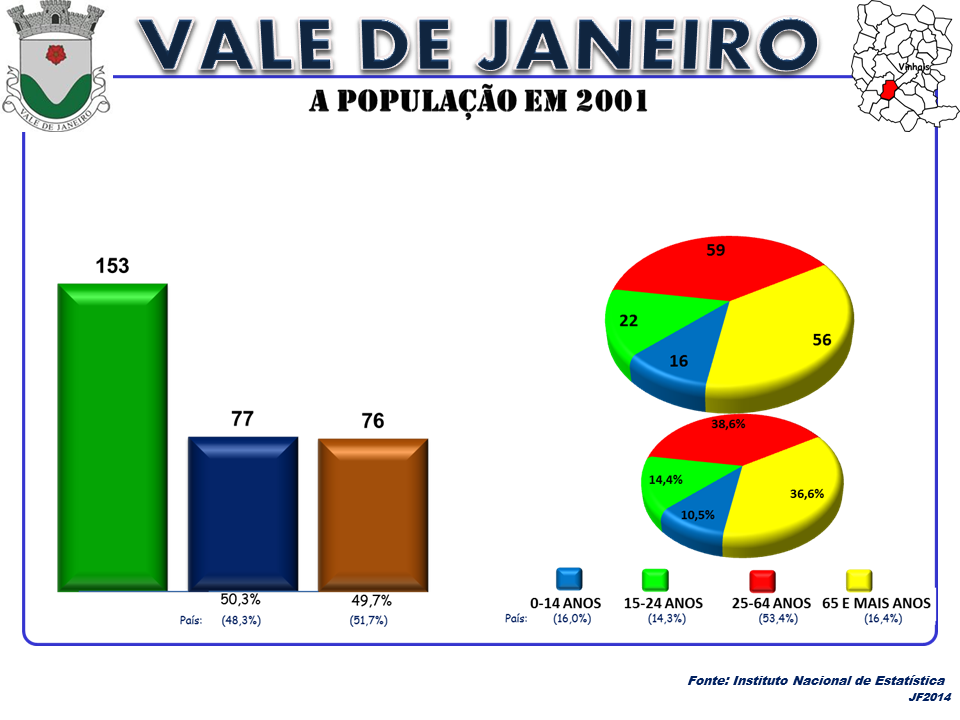
A População em 2001
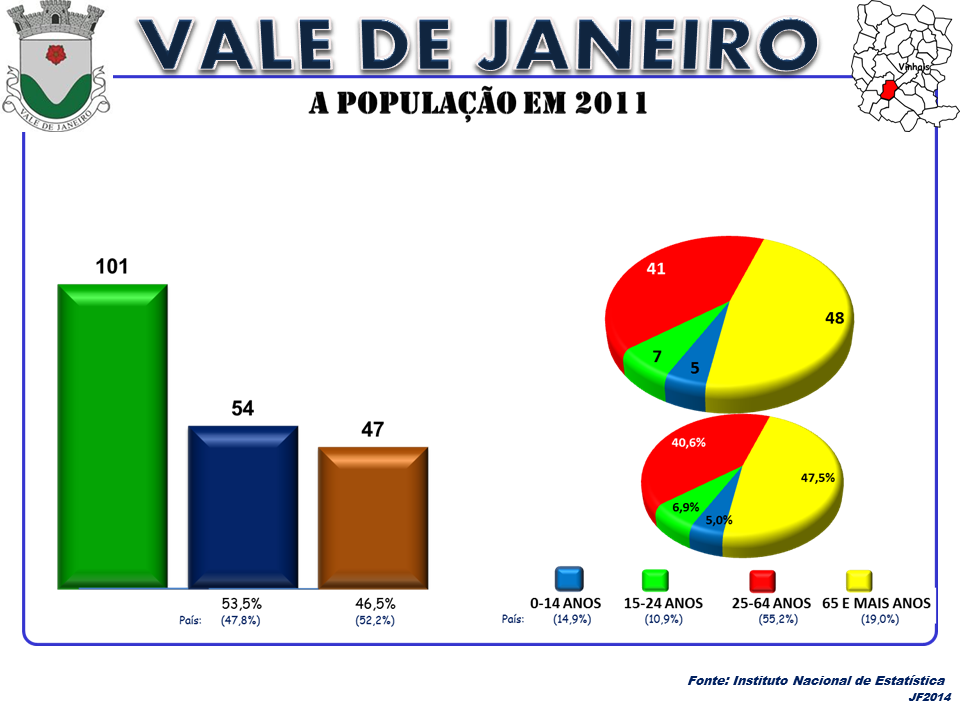
A População em 2011

## Património
- Igreja Paroquial de Vale de Janeiro;
- Igreja Filial de Maçairão.